# Détention provisoire
La détention provisoire (ou détention préventive selon les ordres juridiques) est une mesure de détention, généralement exceptionnelle, visant à emprisonner un accusé jusqu'à la fin du procès alors que sa culpabilité n’est pas encore formellement établie.

## Critères de mise en détention provisoire
Ces critères sont généralement semblables d'un pays à un autre. La loi exige par exemple :
- qu'il y ait de forts indices de culpabilité ;
- que la liberté de l'accusé risque fortement d'altérer la sécurité publique ;
- que la liberté de l'accusé risque d'empêcher le bon déroulement de la justice, par sa fuite, la destruction de preuves, des pressions sur les témoins ou les victimes…
- que l'accusé soit poursuivi pour un délit ou crime grave (généralement passible d'emprisonnement ferme) ;
- que la sécurité de l'accusé soit menacée.

C'est sur ces critères que se base un juge pour placer ou non un accusé en détention provisoire.

## Critique
La question de la détention provisoire dans le système de justice pénale est controversée,, par le fait que normalement, du moins dans les démocraties, un accusé est considéré comme innocent tant qu'il n'a pas été jugé coupable par un tribunal,. Or, le fait d'être détenu retire sa liberté à une personne et nuit à ses intérêts (revenus, emploi, famille, etc.), bien qu'elle soit potentiellement innocente. Par ailleurs, le fait d'emprisonner un accusé peut être assimilé par l'opinion à une déclaration de culpabilité.

## Par pays

### Canada
En droit canadien, la détention provisoire est appelée la « détention d'un prévenu sous garde » et les motifs la justifiant sont énumérés à l'art. 515 (10) du Code criminel (ci-après C.cr.).
La durée de la détention provisoire va influer sur la durée de la peine infligée à la suite du verdict de culpabilité. La règle énoncée à l'article 719 (3) du Code criminel est de déduire une journée pour chaque journée passée sous détention provisoire. Mais l'article 719 (3.1) C.cr. prévoit que si les circonstances le justifient, le maximum est de un jour et demi pour chaque jour passé sous garde.

« 719 (3) Pour fixer la peine à infliger à une personne déclarée coupable d’une infraction, le tribunal peut prendre en compte toute période que la personne a passée sous garde par suite de l’infraction; il doit, le cas échéant, restreindre le temps alloué pour cette période à un maximum d’un jour pour chaque jour passé sous garde.
(3.1) Malgré le paragraphe (3), si les circonstances le justifient, le maximum est d’un jour et demi pour chaque jour passé sous garde »

### Japon
Au Japon, un juge peut, sur requête du procureur, ordonner le placement en détention provisoire pour une durée de dix jours, renouvelable une fois, de toute personne arrêtée par la force publique en vertu d'un mandat d'arrêt décerné, ordinairement avant l'arrestation, par l'autorité judiciaire. À peine d'irrecevabilité et hors cas de force majeur, le procureur doit présenter sa requête dans un délai de vingt-quatre heures suivant la présentation par-devers lui de la personne arrêtée, celle-ci devant être présentée au procureur dans les quarante-huit heures qui suivent son arrestation par la police. La détention peut avoir lieu dans les locaux de la police ou, sur autorisation judiciaire, dans un centre de détention.

### Suisse
En Suisse, la détention provisoire (avant jugement) d'un prévenu est une mesure de contrainte prévue par le Code de procédure pénale. La détention provisoire ne peut être ordonnée que par un tribunal des mesures de contrainte. Le ministère public dispose de 48 heures à compter de l'arrestation pour proposer au tribunal des mesures de contrainte une mise en détention provisoire ou libérer la personne prévenue.